# 宇德敬子
宇德敬子（日语：宇徳 敬子，1967年4月7日—），日本女性創作歌手、電台DJ、模特兒、作詞家、作曲家。除了作詞作曲之外，她還為許多Being的歌手負責伴唱。所屬的經紀公司是Be Rock，唱片公司是UK Sweet。以前在負責其他歌手擔任伴唱進行合唱時，被稱為Cecile Minami、Secil Minami等。
出身於鹿兒島縣出水市。大垣女子短期大學畢業。學生時代曾任保育士和幼兒園教師。

## 生平
早年擔任Stardust Promotion所屬的演藝模特兒後，1990年作為和聲歌手與樂團B.B.QUEENS出道。次年1991年與村上遙、渡邊真美共3人一起作為偶像組合Mi-Ke合作。
在Mi-Ke出道之前，曾與ZARD的井泉水和同屬一家公司的廣播節目主持人加藤美樹一起學習，並進行了交流。
在Mi-Ke時代，其他成員們暱稱她叫“Keirin”，並在組合「Surfing JAPAN」的聯名曲「Chot Down」中以Keirin的名義進行作詞、作曲。
1993年8月，憑藉單曲《想悄悄的潛入你的夢中》單飛出道。另外，《音速小子CD》是她的第一份工作。1994年，自身的第一枚專輯《砂時計》獲得了oricon公信榜第一名。和其他的Being藝人一樣，她沒有在太多的現場活動或音樂節目中露面，在1990年代持續以音樂製作的活動為中心。
此外還曾經擔任伴唱並為其他歌手提供歌曲，以錄音室音樂家廣泛活躍。2003年開始，主要在大阪的hills麵包工場開始進行現場活動，並為高岡亞衣和Sparkling☆Point寫歌。
雖然新作的發行活動一度停止，但在2006年11月22日，時隔8年3個月發行了第4枚原創專輯《喜悦之花绽放～True Kiss～》。同年10月起，主持2個月的廣播節目《宇德敬子的True Kiss》，接著在2007年10月，又主持2個月的廣播節目《OCEAN CALEDONIAN BLUE 2007》。
之後，其動向一直以部落格為中心。2010年7月，開始使用Twitter。8月，開始在Ustream發布「happywayradio」，至10月為止僅3個月一共發佈了6次。
2010年9月9日，在其官方網站進行改裝的同時，宣佈所屬經紀公司變更。2010年12月18日，時隔3年左右首次舉辦獨奏會「Premium Christmas Live Also」，這場活動已於同年7月7日在其部落格發文的承諾和願望中實現。
2011年2月24日，B.B.QUEENS紀念組團20週年，宣佈復出樂壇。同年12月23日，舉辦「UTOKU KEIKO Concert 2011“WOMAN”」，在東京日本橋三井大廳舉行。2012年1月27日，追加舉辦「WOMAN2」，在hills麵包工場舉行。同年4月7日，在東京六本木的Sweet Basil舉辦「宇德敬子 生日LIVE 2012 ～UK❤ Sweet～ at STB139」。並從2012年開始，在NHK-FM主持音樂節目《MUSIC LINE》。
2012年9月，官方粉絲俱樂部「UK❤FAMILY」成立。
2013年4月6日至7日，在生日當天於沖繩舉辦為期兩天一夜的巡迴活動「宇德敬子 ～生日LIVE～ 2013 in 沖繩」。
2018年8月，迎接單飛25週年。
2019年4月6日至7日，又在生日當天於沖繩舉辦為期兩天一夜的巡迴活動「宇德敬子 25週年紀念沖繩之旅 ～生日LIVE～」。

## 受獎歷
B.B.QUEENS時代
- 第5屆日本金唱片大獎「大賽獎」、「精選前五名單曲獎」。
- 第19屆FNS歌謠祭「大賽獎」。
- 第23屆日本有線大獎「有線音樂特別大眾獎」、「有線音樂優秀獎」。
- 第23屆全日本有線放送大獎（現Best Hits歌謠祭）「Golden Hits獎」、「特別獎」。
- 第32屆日本唱片大獎「日本唱片大獎」、「流行金唱片獎」。

Mi-Ke時代
- 第6屆日本金唱片大獎「大賽新人獎」、「精選前五名新人獎」。
- 第24屆日本有線大獎「最優秀新人獎」、「新人獎」。
- 第24屆全日本有線放送大獎「最優秀新人獎」「新人獎」。
- 第33屆日本唱片大獎「最優秀新人獎」、「新人獎」。

## 音樂作品

### 單曲
全作詞：宇德敬子（1st以降）
| 枚數 | 規格編號  | 發行日期                | 單曲名稱（日文名稱）                     | 樂曲製作                                                              | 最高排名 |
| ---- | --------- | ----------------------- | ---------------------------------------- | --------------------------------------------------------------------- | -------- |
| -    | BMDR-144  | 1992年11月21日          | Good-by morning 宇德敬子&近藤房之助      | 作詞：野真代 作曲：中島薰 編曲：長戶大幸                              | 第19名   |
| 1st  | ZADL-1013 | 1993年8月4日            | 想悄悄的潛入你的夢中 （）                | 作曲：織田哲郎 編曲：葉山武                                           | 第17名   |
| 2nd  | ZADL-1023 | 1993年12月8日           | 耀眼的人（）                             | 作曲：栗林誠一郎 編曲：葉山武                                         | 第14名   |
| 3rd  | ZADL-1028 | 1994年3月16日           | 我會很愛你（）                           | 作曲：多多納好夫 編曲：池田大輔                                       | 第10名   |
| 4th  | ZADL-1032 | 1994年7月30日           | 始終一直（）                             | 作曲：宇德敬子 編曲：明石昌夫                                         | 第25名   |
| 5th  | ZADL-1039 | 1995年1月16日           | 你是我的ENERGY（）                       | 作曲：宇德敬子 編曲：池田大輔                                         | 第10名   |
| 6th  | ZADL-1044 | 1995年6月12日           | 不可思議的世界（）                       | 作曲：宇德敬子 編曲：DIMENSION                                        | 第13名   |
| 7th  | ZADL-1060 | 1996年6月10日           | 你是世界第一（）                         | 作曲：宇德敬子 編曲：古井弘人、池田大介                               | 第20名   |
| 8th  | ZADL-1062 | 1996年8月5日            | message（）                              | 作曲：宇德敬子 編曲：明石昌夫、UK Project                             | 第32名   |
| 9th  | ZADL-1070 | 1997年5月14日           | 光與影的浪漫（光と影のロマン）                         | 作曲：宇德敬子 編曲：池田大介                                         | 第20名   |
| 10th | ZADL-1073 | 1997年8月13日           | 滿潮的滿月（）                           | 作曲：宇德敬子 編曲：池田大介                                         | 第49名   |
| 11th | ZADL-1076 | 1998年6月17日           | 像風一般的自由 ～free as the wind～ （） | 作曲：宇德敬子 編曲：UK Project                                       | 第33名   |
| 12th | ZADL-1079 | 1998年8月26日           | Don't forget me                          | 作曲：宇德敬子 編曲：－                                               | 第90名   |
| 13th | ZACL-3003 | 1999年5月19日           | Realize                                  | 作曲：宇德敬子 編曲：德永曉人                                         | 第56名   |
| 14th | ZACL-3004 | 2000年5月31日           | 重要的想念 etc.（）                      | 作曲：宇德敬子 編曲：寺地秀行                                         | 第44名   |
| 15th | UKS-1302  | 2014年1月29日（通常版） | Happy Way/奇蹟般的光芒 （Happy Way/Destiny ～キセキの輝き～）              | M-1 作曲：solaya 編曲：小林俊太郎 M-2 作曲：宇德敬子 編曲：UK Project | 第125名  |

### 網路發佈
| 發佈形式 | 發行日期       | 中文名稱（日文名稱）                 | 樂曲製作                                               |
| -------- | -------------- | ------------------------------------ | ------------------------------------------------------ |
| 限定     | 2014年12月24日 | Amazing Grace                        | 作詞：John Newton 作曲：不詳 編曲：池田大輔            |
| 限定     | 2015年9月9日   | Make My Day                          | 作詞、作曲：宇德敬子 編曲：                            |
| 限定     | 2015年10月10日 | Mr.Right                             | 作詞、作曲：宇德敬子 編曲：                            |
| 限定     | 2015年11月11日 | You Raise Me Up                      | 作詞：Brendan Graham 作曲：Rolf Lovland 編曲：池田大輔 |
| 先行     | 2016年2月22日  |                                      | 作詞、作曲：宇德敬子 編曲：小林俊太郎                  |
| 限定     | 2016年8月8日   |                                      | 作詞、作曲：宇德敬子 編曲：滿壽田MOUVEMEN              |
| 限定     | 2017年7月7日   | Revolution（Remix） feat. Infinity16 |                                                        |
| 先行     | 2018年7月16日  |                                      |                                                        |

### 原創專輯
| 枚數 | 規格編號  | 發行日期       | 專輯名稱（日文名稱）           | 最高排名 |
| ---- | --------- | -------------- | ------------------------------ | -------- |
| 1st  | ZACL-1014 | 1994年10月10日 | 砂時計                         | 第1名    |
| 2nd  | ZACL-1036 | 1996年11月11日 | 冰（）                         | 第2名    |
| 3rd  | ZACL-1046 | 1998年8月26日  | 滿月 ～rhythm～（）            | 第8名    |
| 4th  | ZACL-9010 | 2006年11月22日 | 喜悦之花绽放～True Kiss～ （） | 第72名   |

### 原創迷你專輯
| 規格編號 | 發行日期     | 專輯名稱（日文名稱） | 最高排名 |
| -------- | ------------ | -------------------- | -------- |
| UKS-1603 | 2016年3月9日 | 新月 ～Rainbow～     | 第74名   |

### 自翻唱專輯
| 規格編號 | 發行日期     | 專輯名稱（日文名稱）               | 最高排名 |
| -------- | ------------ | ---------------------------------- | -------- |
| UKS-1804 | 2018年8月8日 | 悠閒生活與我 ～Organic Cafe～ （） | 第80名   |

### 精選專輯
| 規格編號      | 發行日期       | 專輯名稱（日文名稱）                              | 最高排名 |
| ------------- | -------------- | ------------------------------------------------- | -------- |
| ZACL-9001     | 2003年12月17日 | THE BEST "eternity"                               | 第63名   |
| ZACL-9052～53 | 2011年12月21日 | 宇德敬子 COMPLETE BEST ～Single Collection～ （） | 第106名  |

### 混音專輯
| 規格編號 | 發行日期     | 專輯名稱（日文名稱）                                |
| -------- | ------------ | --------------------------------------------------- |
| TCR-024  | 2004年7月7日 | Cool City Production Vol.7 UK sweet ～Utoku Keiko～ |

### DVD
| 規格編號 | 發行日期                | 影碟名稱（日文名稱）                                                      | 最高排名 |
| -------- | ----------------------- | ------------------------------------------------------------------------- | -------- |
| UKS-1201 | 2014年1月29日（通常版） | 宇德敬子 Concert2011"WOMAN" at 日本橋三井大廳 （宇徳敬子 Concert2011"WOMAN" at 日本橋三井ホール）                        | 第300名  |
| UKS-1905 | 2019年5月15日           | 宇德敬子 25週年紀念 2018 悠閒生活與我 ～Let it go! UK Xmas Party!!～ （宇徳敬子 25th Anniversary 2018 スローライフと私 ～Let it go! UK Xmas Party!!～） | 第56名   |

### 合輯樂曲
- 「Good-by morning（日语：Good-by morning）」（宇德敬子&近藤房之助（日语：近藤房之助）） 1992年11月21日
  - 關西電視台、富士電視網週一懸疑系列《WOMAN DREAM》片尾主題曲
- （Quncho） 1993年7月21日
  - 麒麟啤酒廣告歌曲（以客座主唱的身份參加）
- 「加州女孩」（滴草由實） 2002年7月17日
  - 《GIZA studio MAI-K & FRIENDS HOTROD BEACH PARTY（日语：GIZA studio MAI-K & FRIENDS HOTROD BEACH PARTY）》 M-15 （以客座主唱的身份參加）
- 「有時愛會（日语：時に愛は (オフコースの曲)）」（TAK MATSUMOTO featuring 宇德敬子） 2003年11月26日
  - TAK MATSUMOTO《THE HIT PARADE（日语：THE HIT PARADE (松本孝弘のアルバム)）》 M-14
- 「Way Back Into Love」（宇德敬子 feat.Ryu（日语：Ryu (歌手)）） 2011年12月21日
  - 《宇德敬子 COMPLETE BEST ～Single Collection～（日语：宇徳敬子 COMPLETE BEST 〜Single Collection〜）》 DISC 1：M-16
翻唱自電影《K歌情人》主題歌「Way Back Into Love」（英語原唱：休·格蘭特、海莉·班奈特）
- 「未來的memories」（宇德敬子×DEEN） 2012年9月19日
  - B.B.QUEENS《B.B.QUEENS LEGEND ～See you someday～（日语：B.B.QUEENS LEGEND 〜See you someday〜）》 M-3
TBS資訊節目、Wide Show《閒談！TOKYO MAGAMIZE（日语：噂の!東京マガジン）》片尾主題曲
- 「聲音的噴射機：宇德敬子」（嘉利吉58） 2019年12月11日
  - 嘉利吉58限量發行的自翻唱歌曲「聲音的噴射機 ～愛的言語～」（以客座主唱的身份參加）
- 「HANG IN THERE」（田川伸治 feat. 宇德敬子） 2021年3月31日
  - 田川伸治《GET OVER IT》 M-3 （以客座主唱的身份參加）

### 遊戲音樂
- SING!! ～SEGA GAME MUSIC presented by B.B.Queens（日语：SING!! 〜SEGA GAME MUSIC presented by B.B.Queens）（1992年8月12日）
  - 「CRAZY CRAZY（クイズスクランブル3in1）」
- Mega-CD版《音速小子CD》（1993年9月23日）
  - 「Sonic‐You Can Do Anything」片頭曲
  - 「Cosmic Eternity -Believe in Yourself」片尾曲
    - 「SONIC TEAM "Power Play" ～BEST SONGS FROM SONIC TEAM～」
    - 「SONIC THE HEDGEHOG CD ORIGINAL SOUNDTRACK 20th Anniversary Edition（日语：SONIC THE HEDGEHOG CD ORIGINAL SOUNDTRACK 20th Anniversary Edition）」 等收錄

### 合輯
- 《「卿本佳人」 電視原聲帶》 1991年11月21日
  - M-3.
  - 後來錄製在首張專輯《砂時計（日语：砂時計 (アルバム)）》中作為新的錄音版本。
- 《「WOMAN DREAM（日语：ウーマンドリーム (アルバム)）」 原聲音樂》 1992年12月2日
  - M-3.「Good-by morning」
- 《ROYAL STRAIGHT SOUL II》 1991年9月21日
  - M-6.
  - 未收錄在宇德的作品中。
- 《ROYAL STRAIGHT SOUL III Vol.2》 1992年7月22日
  - M-5.「IN MY LIFE」
  - 未收錄在宇德的作品中。
- 《中華一番！ Special TV on-air Mix & Original Soundtrack》 1998年8月5日
  - M-22.「像風一般的自由 ～free as the wind～ (TV Mix)」
  - 未收錄在宇德的作品中。
- 《日本動畫公司創立25週年企劃 動畫主題歌大全集 ～來自原創原盤～」》 2000年1月29日
  - DISC-8 M-11.「像風一般的自由 ～free as the wind～ (TV Mix)」
- 《THE BEST OF DETECTIVE CONAN ～名偵探柯南 主題曲集～》 2000年11月29日
  - M-6.「光與影的浪漫」
- 《It's TV SHOW!! ～TBS&富士電視台主題歌&主題曲BEST～》 2004年10月27日
  - DISC 2 M-2.「像風一般的自由 ～free as the wind～」
- 《COUNTDOWN BEING（日语：COUNTDOWN BEING）》 2005年11月
  - DISC-1 M-13.「Good-by morning」
  - DISC-4 M-3.「我會很愛你」

## 歌曲提供

### 作詞、作曲
- 瀨戶朝香：、「Eternity」

上面2首歌曲是應瀨戶朝香本人的要求而製作的，他曾宣稱自己是宇德敬子的粉絲，並作為伴唱參加。
2nd AL的自翻唱。
- Kitty&Daniel（日语：ディアダニエル）：

1st 迷你AL「新月 ～Rainbow～」的自翻唱。

### 作詞
- 竹達彩奈：「Strawberry☆Kiss」

### 作曲
- WANDS：「Please tell me Jesus（日语：AWAKE (WANDSのアルバム)）」
- 高岡亞衣（日语：高岡亜衣）：「mom call me（日语：光と風と君の中で）」

原曲是2001年在MP3.com上發表的全英文詩歌「Make My Day」。
後來於2015年發布，僅用於網路發行。
- Sparkling☆Point（日语：スパークリング☆ポイント）：「Happy☆in my life（日语：トロピカルビーチ (曲)）」、「最後的暑假（日语：Sparkling☆Point 1）」
- 藥師丸博子：「Love holic」
- 小環：「人的心」

後來宇德用自己的填詞自翻唱其歌名「流淚」。

## 合音參加
- 艾德山口（日语：エド山口）
  - 「艾德山口的回憶的九十九里海岸（日语：想い出の九十九里浜）」
- B'z
  - 「LOVE PHANTOM」
- WANDS
  - 「比世界上任何人 ～Album Version～」
  - 「WORST CRIME ～About a rock star who was a swindler～（日语：WORST CRIME〜About a rock star who was a swindler〜/Blind To My Heart）」
- T-BOLAN
- DEEN
  - 「沒有迴應的愛（日语：手ごたえのない愛）」
  - 「VOYAGE（日语：The DAY (アルバム)）」
- 夏之管
  - 「I'm in love you, good day sunshine（日语：I'm in love you, good day sunshine）」
- 瀨戶朝香
  - 「Eternity」
- 松本孝弘
  - 「THE CHANGING（日语：THE CHANGING）」
  - 「Nothin' But The Blues（日语：KNOCKIN'“T”AROUND）」
  - 「SAKURA（日语：KNOCKIN'“T”AROUND）」
  - 「冬之燈（日语：KNOCKIN'“T”AROUND）」
  - 「hallelujah（日语：華 (松本孝弘のアルバム)）」
  - 「港口的洋子、橫濱、橫須賀（日语：THE HIT PARADE (松本孝弘のアルバム)）」
- 倉木麻衣
  - 「Like a star in the night」
  - 「Fairy tale ～my last teenage wish～」
  - 「Trip in the dream」
  - 「不可思議國度」
- TWINZER（日语：TWINZER）
  - 「OH SHINY DAYS（日语：OH SHINY DAYS (曲)）」
- Quncho
  - 「My Little Honey」
- 尾有紗
  - 「在青空中相逢（日语：青い空に出逢えた）」
- 七緒香
  - 「MINERAL（日语：ミネラル (七緒香の曲)）」
- FIELD OF VIEW
  - 「因為有你在（日语：君がいたから）」
  - 「Last Good-bye（日语：Last Good-bye）」
  - 「心跳（日语：ドキッ）」
  - 「想在這街上和你一起生活（日语：この街で君と暮らしたい）」
  - 「喊出心中渴望（日语：渇いた叫び）」
  - 「CRASH（日语：CRASH (FIELD OF VIEWの曲)）」
  - 「Still（日语：Still (FIELD OF VIEWの曲)）」
  - 「孤獨的Traveler」
  - 「Rainy day」
  - 「Loversday」
  - 「這個夏天的角落」
  - 「Sunday morning」
  - 「Time is gone」
- Naifu
  - 「Mysterious」
- ZYYG
  - 「誰也不能左右我」
- Fayray（日语：Fayray）
  - 「喜歡之類的我說不出口（日语：好きだなんて言えない）」
  - 「touch me, kiss me（日语：touch me, kiss me）」
  - 「tears（日语：tears (Fayrayの曲)）」
- GRASS ARCADE（日语：GRASS ARC.）
  - 「BRAVE（日语：BRAVE (GRASS ARCADEの曲)）」
- rumania montevideo（日语：rumania montevideo）
  - 「Still for your love」
  - 「Digital Music Power（日语：デジタルミュージックパワー）」
  - 「picnic」
  - 「HARD RAIN（日语：Rumania_montevideo#シングル）」
  - 「All by myself」
- Soul Crusaders（日语：Soul Crusaders）
  - 「Baby Sweet Sunshine（日语：Baby Sweet Sunshine）」
- 松橋未樹（日语：松橋未樹）
  - 「destiny」
- 山口裕加里（日语：山口裕加里）
  - 「羽根」
- 吉田知加（日语：吉田知加）
- 滴草由實
  - 「CALIFORNIA GIRLS」(guest vocals)
- 菅崎茜（日语：菅崎茜）
  - 「我呼喚你名字的那天（日语：君の名前 呼ぶだけで）」
  - 「Promises」
  - 「再看一次《草莓白皮書》（日语：『いちご白書』をもう一度）（featuring 菅崎茜（日语：菅崎茜））」
- JEWELRY
  - 「我的心停不下來（日语：ココロが止まらない）」
  - 「LUCKY LOVE！」
  - 「給你的睡臉一個微笑」
  - 「PASSIONATE WAVE」
  - 「直奔與你相約那溫柔的地方」
- BON-BON BLANCO（日语：BON-BON BLANCO）
  - 「戀愛的長假期（日语：バカンスの恋）」
  - 「The sea of the time」
  - 「因為，我是個女孩嘛！（日语：だって、女の子なんだもん!）」
- 三枝夕夏 IN db
  - 「It's for you」
  - 「Secret&Lies（日语：Secret&Lies）」
  - 「Tears Go By」
  - 「Whenever I think of you」
  - 「Happy birthday to you」
  - 「Stay my dream」
  - 「Shocking Blue（日语：Shocking Blue）」
  - 「直奔與你相約那溫柔的地方」
  - 「CHU☆TRUE LOVE」
  - 「I'm in love」
  - 「PASSIONATE WAVE」
  - 「Because I love you, good-bye street」
  - 「It's for you ～Acoustic version～」
  - 「Destiny Wind Blows ～Album version～」
  - 「I can't see, I can't feel」
  - 「給你的睡臉一個微笑」
  - 「青春之空」
  - 「六月新娘 ～眼中只有你～（日语：ジューンブライド 〜あなたしか見えない〜）」
  - 4th AL
- 岸本早未
  - 「迷Q!?-迷宮-MAKE★YOU-（日语：迷Q!?-迷宮-MAKE★YOU-）」
  - 「SODA POP」
  - 「想見你」
  - 「reigning star」
  - 「OPEN YOUR HEART」
  - 「Yes or No？」
  - 「記憶」
  - 「for…You from…Me」
  - 「NEVER CHANGE（日语：JUICY (岸本早未のアルバム)）」
  - 「Dessert Days（日语：Dessert Days）」
  - 「Memory」
  - 「看不見的故事（日语：みえないストーリー）」
  - 「clear days」
- 北原愛子（日语：北原愛子）
  - 「grand blue（日语：grand blue）」
  - 「像向日葵一樣（日语：向日葵のように）」
  - 「禁斷的果實（日语：禁断の果実 (テレビドラマ)）」
  - 「Sun rise train」
  - 「在下雪的夜晚擁抱我」
  - 「special Days!!（日语：special Days!!）」
  - 「Message（日语：Message (北原愛子のアルバム)）」
  - 「隨時（日语：いつも）」
  - 「我想相信這是緣分還是奇蹟」
  - 「回不去的那天」
  - 「Break down」
  - 「我喜歡你的笑容」
  - 「做那個時候的你」
  - 「Hands up!!」
  - 「我又愛上你了（日语：もう一度 君に恋している）」
  - 「Season（日语：Sea (アルバム)）」
  - 「無論你在世界的哪個角落（日语：世界中どこを探しても）」
- the★tambourines（日语：the★tambourines）
  - 「灼熱的淚水（日语：アツイナミダ）」
  - 「wonder boy（日语：wonder boy）」
  - 「afresh wish（日语：afresh wish）」
- 上原杏美
  - 1st AL「無色（日语：無色 (アルバム)）」
- 小松未步
  - 1st AL「謎（日语：謎 (アルバム)）」
  - 「唯一的祈願」
  - 「anybody's game（日语：anybody's game）」
  - 「再見的碎片（日语：さよならのかけら）」
  - 「最短的距離（日语：最短距離で）」
  - 「微風吹拂的地方（日语：風がそよぐ場所）」
  - 「因為有你」
  - 「Love gone (Album Mix)（日语：小松未歩 4 〜A thousand feelings〜）」
  - 「Hold me tight（日语：小松未歩 4 〜A thousand feelings〜）」
- 愛內里菜
  - 1st AL「Be Happy（日语：Be Happy）」
  - 2nd AL「POWER OF WORDS（日语：POWER OF WORDS）」
  - 3rd AL「A.I.R（日语：A.I.R）」
  - 4th AL「PLAYGIRL（日语：PLAYGIRL (アルバム)）」
  - 5th AL「DELIGHT（日语：DELIGHT (アルバム)）」
- 相川七瀨
  - 翻唱AL「Treasure Box -Tetsuro Oda Songs-」（2015年10月28日發行）[2]
- 森友嵐士（日语：森友嵐士）
  - 2nd AL「PEACE ROCK」（2015年7月8日發行）

等

## LIVE、音樂會
- “SATURDAY LIVE”。於每週六位於大阪的展演空間、hills麵包工場（日语：hills パン工場）舉辦（在2007年4月之前，活動舊名“THURSDAY LIVE”，於每週四舉辦）。
2005年
4月28日、5月12日（嘉賓演出）、9月22日、11月17日（嘉賓演出）、12月29日
2006年
3月2日、6月15日、8月31日、10月12日（嘉賓演出）、12月7日
12月23日（為專輯購買者呈現秘密現場之演出）
2007年
4月7日起，演唱會活動將從週四改為週六。日程更改後，首場“SATURDAY LIVE”是在沒有客人的情況下獨奏。
“MOSAIC MOONLIGHT LIVE07”。於神戶MOSAIC（日语：umie MOSAIC）舉辦（由Kiss-FM KOBE（日语：兵庫エフエム放送）主辦，2007年9月23日）。
- “Live Espressivo -Asuka Matsumoto x tokyo.panda-”。於六本木STB139舉辦（2010年5月6日，嘉賓演出）。

| 日程           | 活動名稱                                                          | 會場                                              |
| -------------- | ----------------------------------------------------------------- | ------------------------------------------------- |
| 2010年12月18日 | Premium Christmas Live Starting Over ～HAPPY WAY～                | Mt.RAINIER HALL SHIBUYA PLEASURE PLEASURE（東京） |
| 2011年3月31日  | LIVE 2011 “Rainbow Night” ～Acoustic Live vol.1 with WajaRo～     | JZ Brat（東京）                                   |
| 2011年6月24日  | LIVE 2011 “Rainbow Night” ～Acoustic Live vol.2 with 松本明日香～ | JZ Brat（東京）                                   |
| 2011年12月23日 | Concert 2011 “WOMAN”                                              | 日本橋三井大廳（東京）                            |
| 2012年1月27日  | LIVE 2012 “WOMAN2”                                                | hills麵包工場（大阪）                             |
| 2012年4月7日   | Birthday LIVE 2012 ～UK♥Sweet～                                   | STB139（東京）                                    |
| 2012年7月14日  | LIVE 2012 “WOMAN3”                                                | STB139（東京）                                    |
| 2012年9月7日   | LIVE 2012 “WOMAN4”                                                | hills麵包工場（大阪）                             |
| 2012年12月22日 | Concert 2012 “WOMAN5”                                             | 日本橋三井大廳（東京）                            |
| 2013年2月2日   | LIVE 2013 “WOMAN6”                                                | hills麵包工場（大阪）                             |
| 2013年7月7日   | Concert 2013 “WOMAN7”                                             | 日本橋三井大廳（東京）                            |
| 2013年12月23日 | Xmas Concert 2013 “水晶&鑽石”                                     | 日本橋三井大廳（東京）                            |
| 2014年4月11日  | Concert 2014 “水晶&鑽石2” ～Birthday LIVE～                       | Mt.RAINIER HALL SHIBUYA PLEASURE PLEASURE（東京） |
| 2014年8月23日  | Concert 2014 “水晶&鑽石3”                                         | 三得利音樂廳（藍色薔薇）（東京）                  |
| 2014年12月20日 | Xmas LIVE 2014 “水晶&鑽石4”                                       | MOTION BLUE YOKOHAMA（神奈川）                    |
| 2015年2月22日  | LIVE 2015 “水晶&鑽石5”                                            | Music Club JANUS（大阪）                          |
| 2015年5月31日  | LIVE 2015 “水晶&鑽石6”                                            | 表參道GROUND（東京）                              |
| 2015年12月12日 | LIVE 2015 “水晶&鑽石7”                                            | MOTION BLUE YOKOHAMA（神奈川）                    |
| 2016年4月16日  | LIVE 2016 迷你專輯發行紀念 “謝謝，讓我們重新開始”                 | Mt.RAINIER HALL SHIBUYA PLEASURE PLEASURE（東京） |

## USTREAM
- 2010年8月至10月，於《happywayradio》發佈僅3個月。

第1回：8月8日、第2回：8月24日、第3回：9月9日、第4回：9月22日、第5回：10月7日、第6回：10月22日
- 2010年12月18日舉行的現場獨唱會之一部分從當天19:10開始的30分鐘後發佈。

## 演出

### 電視節目
日本電視台
- 今夜比一比（日语：今夜くらべてみました）（2019年2月27日，於談話性綜藝節目中第一次演出）
- （2019年12月2日，於中演出）
- 有吉反省會（日语：有吉反省会）（2021年1月9日）

其它電視台
- （TBS，擔任記者）
- （BS12，2019年6月7日，之後於同月21日再放送）

### 廣播節目
現在
- 加藤裕介（日语：加藤裕介）的橫濱POP-J（日语：加藤裕介の横浜ポップJ）（日本廣播，2017年1月10日起每週二14時30分於節目單元中演出 ）

過去
- Kiss-FM KOBE（日语：兵庫エフエム放送）
  - 宇德敬子的True Kiss（2006年10月－）
  - OCEAN CALEDONIAN BLUE 2007（2007年10月6日－）

- 其它電台
  - （FM大阪（日语：エフエム大阪），1997年10月－）
  - MUSIC LINE（日语：ミュージックライン）（NHK-FM，2012年4月2日－2014年3月27日）
  - MUSIC CLIP（FM愛知（日语：エフエム愛知））

### 廣告
- FamilyMart（1987年）[注 1]
- 日本可口可樂（1989年）
- 寶酒造（1990年）
- 雪印（Mi-Ke）（1991年）
- 三井銀行
- 日空航空
- 三菱製紙（日语：三菱製紙）
- 株式會社NTT電信支援

## 腳註

## 外部連結
- Utoku Keiko Official Website （页面存档备份，存于） （日語）－宇德敬子的官方個人網站。
- （日語）－宇德敬子的官方個人部落格。
- 宇德敬子 Official YouTube Channel （页面存档备份，存于） （日語）－宇德敬子的官方YouTube頻道。
- 宇德敬子的X（前Twitter） （日語）
- 宇德敬子的TwitCasting帳戶 （页面存档备份，存于） （日語）
- 宇德敬子的Instagram帳戶 （日語）
- 宇德敬子的Facebook專頁 （日語）
- （日語）－宇德敬子的（舊）官方個人部落格（livedoor blog：2007年4月7日～2010年3月）。
- B.B.QUEENS官方網站 （页面存档备份，存于） （日語）